# 88 a. C.
El año 88 a. C. fue un año del calendario romano prejuliano. En el Imperio romano, fue conocido como el año 666 Ab Urbe condita.

## Acontecimientos

### Roma
- Actos finales de la guerra Social, acabada con la victoria de la República romana.[1]
- Comienza la primera guerra Civil con el alzamiento democrático guiado por Cayo Mario, pero los demócratas, bajo el tribuno Publio Sulpicio Rufo, son aplastados por los conservadores bajo Sila. Sila marcha con sus legiones sobre Roma. Mario huye a África.
- Primera guerra civil en Roma, entre Mario y Sila. Algunas ciudades italianas quedan destruidas: por ejemplo, Forum Livii, reconstruida por el pretor Livio Claudio después.
- Los dárdanos, escordiscos y los medos atacan a la provincia romana de Macedonia.
- En el marco de su lucha contra el poder de Roma, Mitridates, rey del Ponto, ordena el asesinato de 80.000 romanos e itálicos residentes en Asia Menor.[2]

### Grecia
- Mitrídates VI, rey del Ponto, conquista el oeste de la península de Anatolia y ordena la matanza de 100 000 romanos, provocando la primera guerra mitridática.